# Angelo Brando
Angelo Brando (Maratea, 10 gennaio 1878 – Napoli, 21 febbraio 1955) è stato un pittore italiano.

## Biografia
Nato a Maratea nel 1878, fu l'ultimo degli otto figli avuti da Giuseppe Brando e Vincenza Zaccaro. Sin da ragazzo dimostra un grande talento artistico, e pertanto viene indirizzato all'Accademia di Belle Arti di Napoli, dove riceve lezioni da Michele Cammarano e Vincenzo Volpe.
In questi anni conosce Francesco De Nicola, altro artista della scuola napoletana. Divennero prima colleghi, poi grandi amici e infine cognati, avendo sposato due sorelle Eugenia e Maria Tauro.
Trovatosi nel bel mezzo della stagione della grande pittura napoletana, lavorò lontano da ogni logica di mercato, esponendo le sue opere in mostre personali o in rassegne internazionali. Insegnò poi al Liceo artistico di Napoli, città dove morì nel 1955.

## Opere
Le opere di Brando sono cariche di sensibilità e di vitalità. Alcune sue pitture rappresentano scorci e paesaggi del suo paese nativo, Maratea, nelle cui chiese ha lasciato pregevoli lavori.
Nella stessa Maratea è presente una pinacoteca, nel Palazzo De Lieto, che raccoglie alcune sue opere.

### Opere Principali
- 1914: La Violinista
- 1936: Gioie Materne

## Fonti e Bibliografia
Dammiano Domenico, Maratea nella Storia e nella Luce della Fede, Sapri 1965.
| Controllo di autorità | VIAF (EN) 56432007 · LCCN (EN) no2008130300 |